# Plectranthias garrupellus
Plectranthias garrupellus, danh pháp thông thường là cá mú mơ, là một loài cá biển thuộc chi Plectranthias trong họ Cá mú. Loài này được mô tả lần đầu tiên vào năm 1961. Đây là loài duy nhất của chi sống ở Đại Tây Dương.

## Phân bố và môi trường sống
P. garrupellus có phạm vi phân bố tương đối rộng rãi ở vùng biển Tây Bắc Đại Tây Dương. Loài này được tìm thấy từ bang Bắc Carolina, dọc theo bờ biển phía nam Hoa Kỳ và Bahamas đến vịnh Mexico (khu vực ngoài khơi phía tây nam Florida). Ở biển Caribe, được tìm thấy ở Đại Antilles, và từ Santa Marta, Colombia đến Grenada, với độ sâu được ghi nhận trong khoảng từ 13 đến 375 m, nhưng thường có mặt ở độ sâu hơn 50 m. Chúng sống xung quanh các rạn san hô của chi Oculina ở vùng đáy nhiều đá sỏi.

## Mô tả
Chiều dài cơ thể lớn nhất của P. garrupellus đã được ghi nhận có kích thước khoảng 10 cm. Thân thuôn dài; mắt to; mõm ngắn. Có 2 biến thể màu dựa theo khu vực địa lý. Phạm vi phía bắc: thân và đầu của P. garrupellus có màu đỏ; gai vây lưng màu đỏ, màu trắng ở phía trước; vây lưng mềm, đuôi và vây hậu môn màu vàng; vây bụng màu trắng. Phạm vi phía nam: gáy và 2 bên đầu của P. garrupellus có màu đỏ; phần thân còn lại màu trắng. Có 3 vạch sọc đỏ dưới gai lưng. Vây lưng, đuôi, vây hậu môn và vây bụng có màu trắng, với một sọc trắng ở phía trước vây lưng. Cá con có các vạch sẫm màu trên đầu, và thân có màu cam.
Số gai ở vây lưng: 10; Số tia vây mềm ở vây lưng: 15 - 17; Số gai ở vây hậu môn: 3; Số tia vây mềm ở vây hậu môn: 7; Số tia vây mềm ở vây ngực: 12 - 14; Số tia vây mềm ở vây đuôi: 15.